# Élection présidentielle comorienne de 1990
L’élection présidentielle comorienne de 1990 se tient les 4 et 11 mars 1990, pour élire le président de la République fédérale islamique des Comores. L'élection est un scrutin uninominal majoritaire à deux tours. Il s'agit de la première élection présidentielle multipartite.
Said Mohamed Djohar est élu président de la République à l'issue du second tour avec 55,09 % des voix.

## Résultats
|                          |                          | Premier tour le 4 mars 1990 | Premier tour le 4 mars 1990 | Premier tour le 4 mars 1990 | Second tour le 11 mars 1990 | Second tour le 11 mars 1990 | Second tour le 11 mars 1990 |
|                          |                          | Nombre                      | % des inscrits              | % des votants               | Nombre                      | % des inscrits              | % des votants               |
| Inscrits                 | Inscrits                 | 310 925                     |                             |                             | 315 391                     |                             |                             |
| Votants                  | Votants                  | 198 370                     | 63,8 %                      |                             | 190 074                     | 60,3 %                      |                             |
| suffrages exprimés       | suffrages exprimés       |                             |                             |                             | 187 422                     |                             | 98,6 %                      |
| bulletins blancs ou nuls | bulletins blancs ou nuls |                             |                             |                             | 2 652                       |                             | 1,4 %                       |
| Abstentions              | Abstentions              | 112 555                     | 36,2 %                      |                             | 125 317                     | 39,7 %                      |                             |
|                          |                          |                             |                             |                             |                             |                             |                             |
| Candidat                 | Candidat                 | % des exprimés              | % des exprimés              |                             | Voix                        | % des exprimés              |                             |
| Said Mohamed Djohar      | Said Mohamed Djohar      | 23,07 %                     | 23,07 %                     |                             | 103 244                     | 55,09 %                     |                             |
| Mohamed Taki Abdoulkarim | Mohamed Taki Abdoulkarim | 24,35 %                     | 24,35 %                     |                             | 84 178                      | 44,91 %                     |                             |
| Said Ali Kemal           | Said Ali Kemal           | 13,71 %                     | 13,71 %                     |                             | -                           | -                           |                             |
| Abbas Djoussouf          | Abbas Djoussouf          | 13,57 %                     | 13,57 %                     |                             | -                           | -                           |                             |
| Moustoifa Said Cheikh    | Moustoifa Said Cheikh    | 9,12 %                      | 9,12 %                      |                             | -                           | -                           |                             |
| Ali Mroudjaé             | Ali Mroudjaé             | 9,03 %                      | 9,03 %                      |                             | -                           | -                           |                             |
| Mohamed Hassanaly        | Mohamed Hassanaly        | 4,56 %                      | 4,56 %                      |                             | -                           | -                           |                             |
| Mohamed Ali Mbalia       | Mohamed Ali Mbalia       | 2,60 %                      | 2,60 %                      |                             | -                           | -                           |                             |
| Sources :                |                          |                             |                             |                             |                             |                             |                             |